# Seneslau
Seneslau was een woiwode oftewel bestuurder van Walachije, het stuk land ten oosten van de Olt, in 1247. Zijn woiwodschap werd met die van Litovoi (ten westen van de Olt) samengevoegd, waarna Litovoi de nieuwe prins van Walachije werd. De naam Seneslau is waarschijnlijk een vorm van uitspreken en transcriberen van Stanislav. Zo kan bijvoorbeeld de latere Vladislav ook Veneslau genoemd worden.
Seneslau had waarschijnlijk zijn residentie in Argeș. Zijn gebied werd nog bewoond door Koemanen en Tataren. Waarschijnlijk was Litovoi zijn opvolger maar volgens sommigen was het iemand anders.